# Onze-Lieve-Vrouw van Altijddurende Bijstandkerk (Breda)

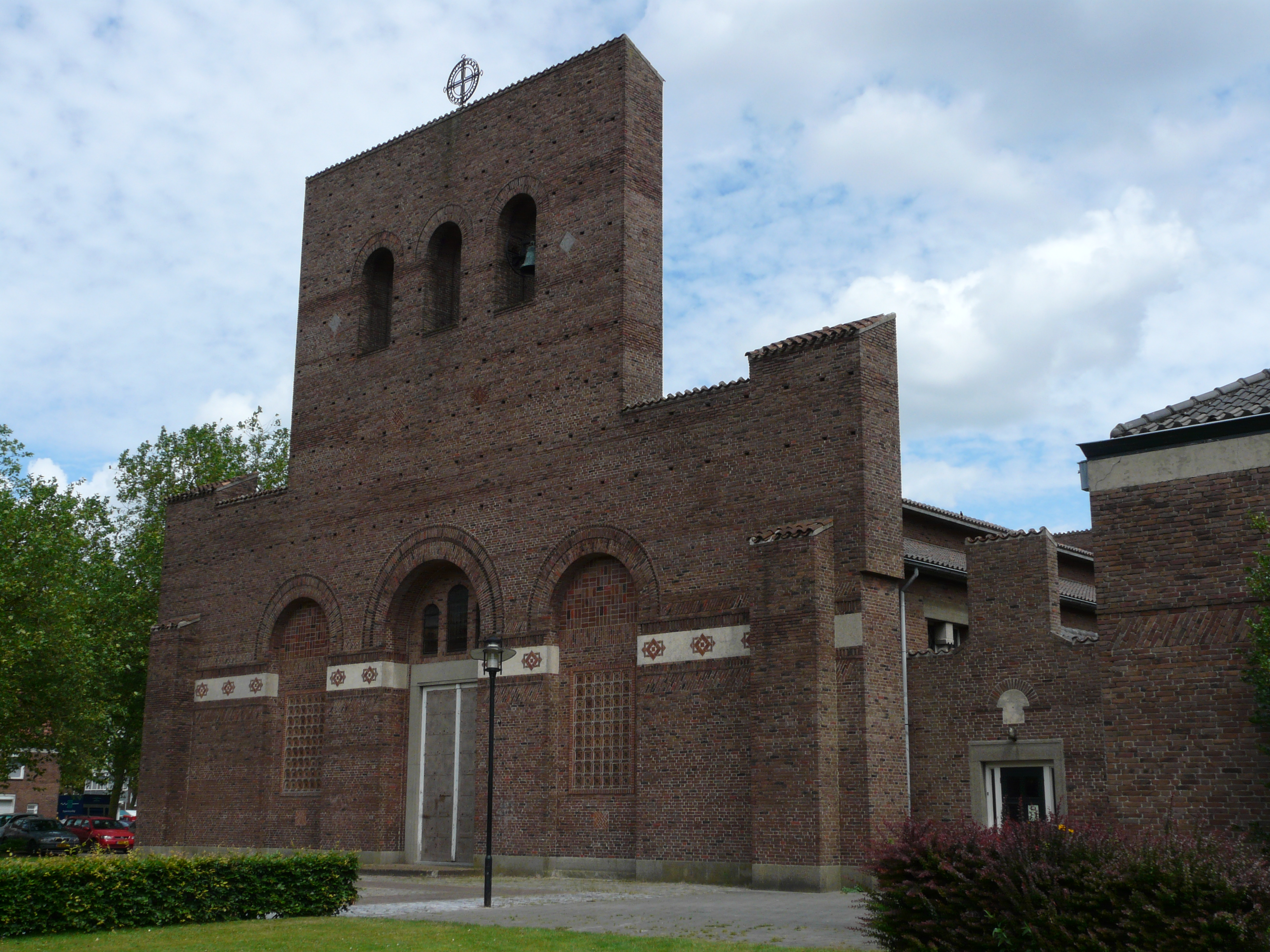
Onze-Lieve-Vrouw van Altijddurende Bijstand in Breda door M.J. Granpré Molière

De Onze-Lieve-Vrouw van Altijddurende Bijstandkerk is een voormalige kerk in de Nederlandse stad Breda.

## Geschiedenis
Het gebouw aan het Monseigneur Nolensplein werd opgericht ten behoeve van de Nazarethparochie van Breda. De kerk is ontworpen door architect en stedenbouwkundige M.J. Granpré Molière. In december 1952 werd de kerk, toegewijd aan Onze Lieve Vrouw van Altijddurende Bijstand in gebruik genomen. Begin 21e eeuw werd de kerk onttrokken aan de eredienst.
In 2006 is de kerk aangekocht door de gemeente Breda om er een aantal sociale en maatschappelijke voorzieningen voor de wijk in te huisvesten. De kerk is aangekocht om als middelpunt te gaan dienen voor een van de 5 multifunctionele accommodaties (mfa of brede school) die de gemeente Breda heeft gebouwd.
In 2007 is de kerk op de lijst van minister Plasterk van Cultuur van honderd objecten met bijzondere architectuur of nationale herinneringswaarde gebouwd tussen 1940 en 1958 gekomen. In 2010 is de kerk officieel aangewezen als rijksmonument.

## Project Huis van de Heuvel
In oktober 2004 heeft de gemeente het besluit genomen voor realisatie van een brede school aan het Mgr. Nolensplein, het Huis van de Heuvel.
Hiervoor is de kerk aan het Mgr. Nolensplein aangekocht. Het project omvat twee basisscholen (de Keysersmolen en de Piramide), een gymzaal, een gemeenschapshuis, wijkrestaurant, inloophuis en bibliotheek, kinderopvang en buitenschoolse opvang, peuterspeelzaal en een consultatiebureau.
Naast nieuwbouw vormt de verbouwde voormalige kerk - het 'Ledikant' - het hart van dit multifunctionele centrum, dat in 2012 voltooid is. Architectenbureau Atelier PRO uit Den Haag heeft dit gebouw ontworpen.